# Eichsfeld-Wanderweg

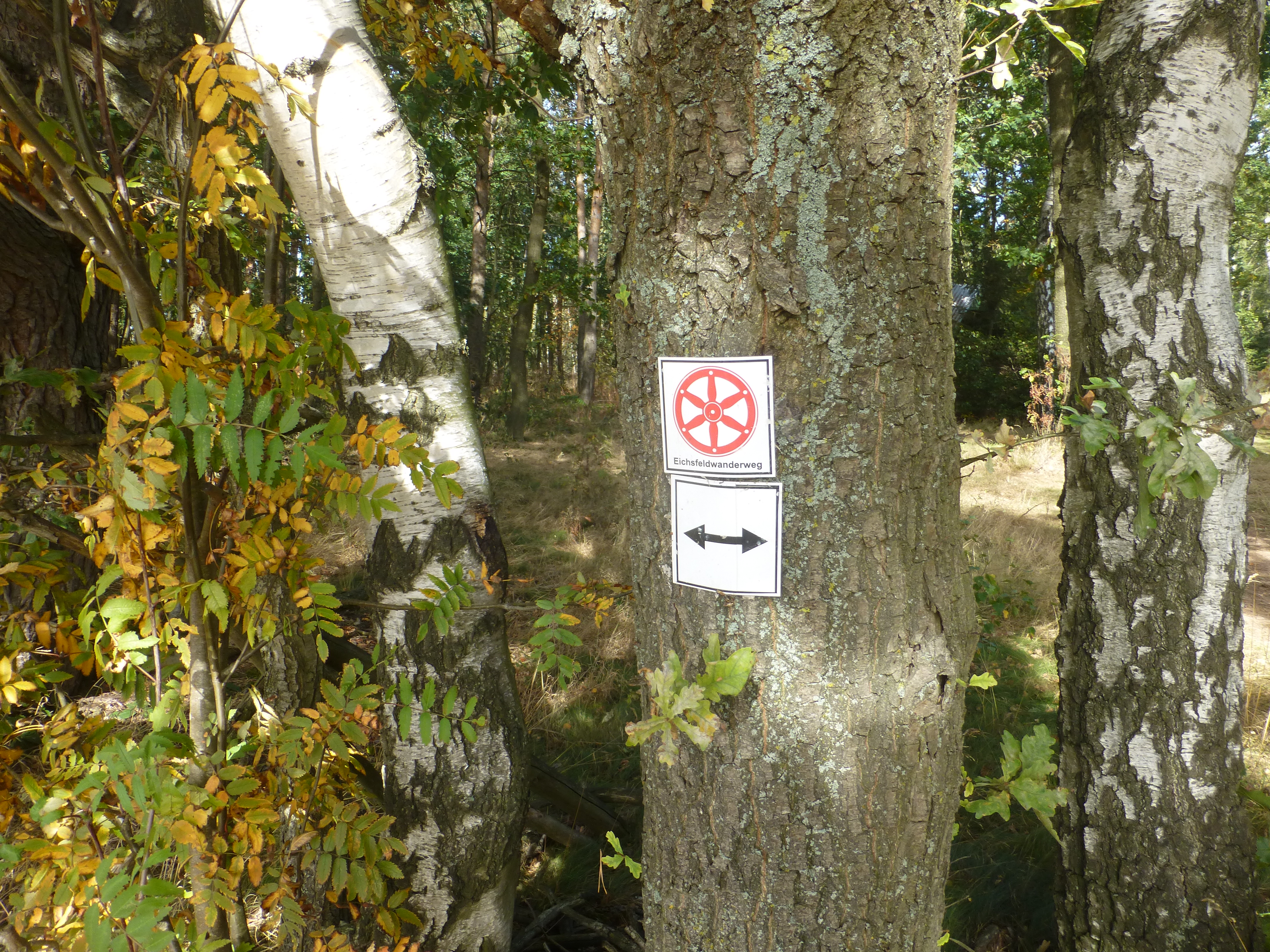
Wegemarkierung bei Bodenstein

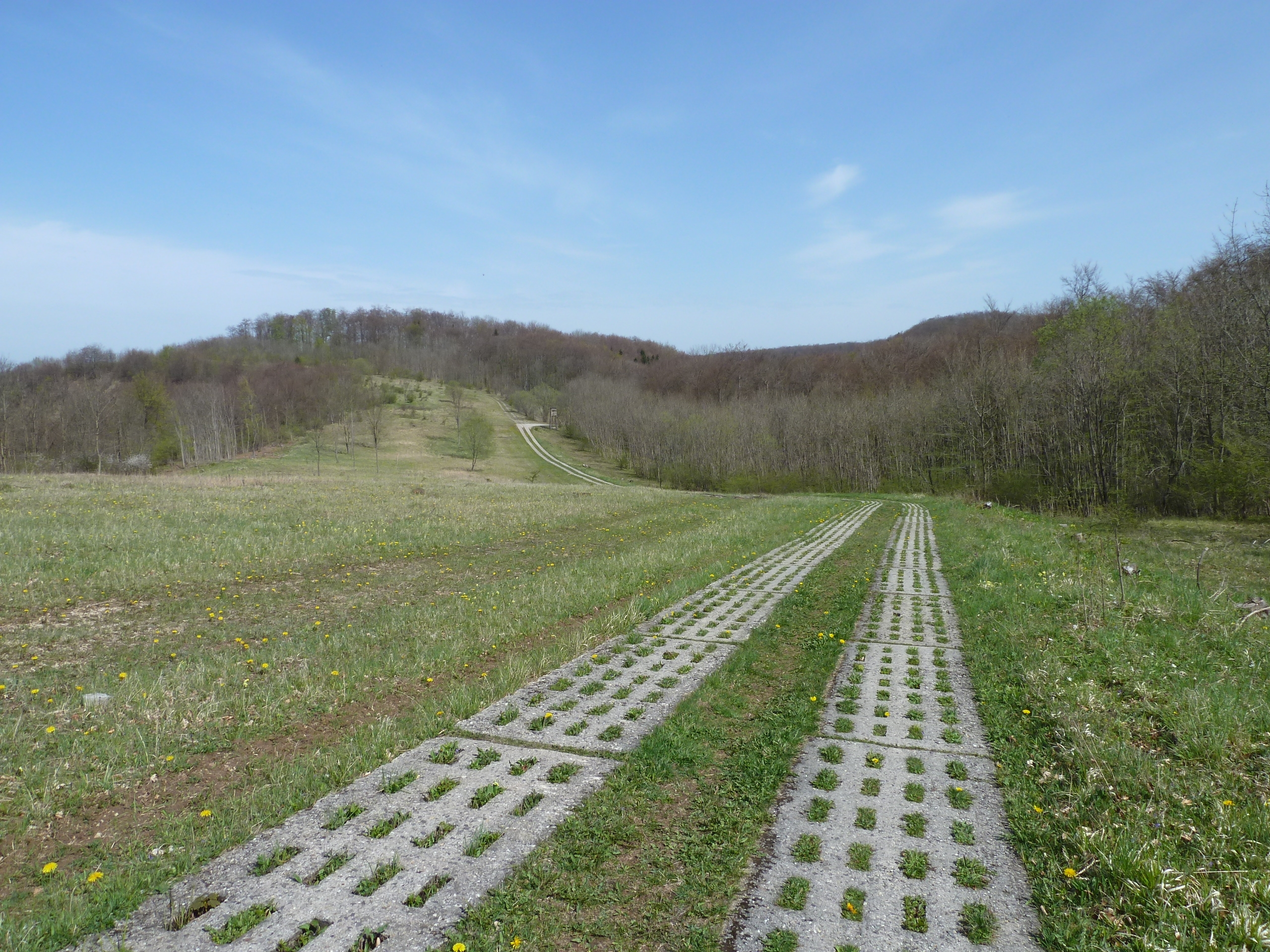
Auf der Gobert verläuft der Wanderweg auf dem ehemaligen Kolonnenweg

Der Eichsfeld-Wanderweg ist ein 280 km langer, ausgeschilderter und markierter Wanderweg in den Landkreisen Göttingen, Eichsfeld und Unstrut-Hainich im Dreiländereck von Niedersachsen, Thüringen und Hessen.

## Verlauf
Der Weg ist ein Rundweg, der entlang der historischen Grenze des Eichsfeldes verläuft und die Vielfalt der Landschaften im Ober- und Untereichsfeld erschließt. Eingeteilt wird der Wanderweg auf 13 Etappen, einen klassischen Anfangs- oder Endpunkt gibt es nicht. Der Schwierigkeitsgrad wird als mittel eingestuft. 
Der Weg ist mit dem Symbol des sechsspeichigen roten Rad auf weißem Grund, dem sogenannten Mainzer Rad bzw. Eichsfeldrad markiert und erinnert an die lange Zugehörigkeit zu Kurmainz.